# Sugarboy Petoj
Sugarboy Petoj, född 5 juni 2008 i Västerås, Sverige är en svensk varmblodig travhäst som exporterades till Malta under 2017. 
Sugarboy Petoj reds under ett montélopp på Åbytravet den 31 december 2015 av Jenny Brunzell, vilken anmäldes av Åbys banveterinär Anders Bergqvist till Länsstyrelsen för att ha drivit hästen Sugarboy Petoj alltför hårt under montéloppet på Åbytravet. 
Jenny Brunzell frikändes i maj 2017 av Göteborgs tingsrätt och frikändes återigen i december 2017 av hovrätten.